# Wuchang (Heilongjiang)
Wuchang (chiń. upr. 五常; pinyin Wǔcháng) – miasto na prawach powiatu w Chinach, w prowincji Heilongjiang, w zespole miejskim Harbinu. W 1999 roku liczba mieszkańców miasta wynosiła 945 668.